# Облога Кесега (1532)
Облога Кесега (угор. Kőszeg ostroma), відома також як облога Гюнса (тур. Güns Kuşatması, нім. Belagerung von Güns) — епізод австро-турецьких війн, пов'язаний з невдалою облогою османською армією на чолі з Сулейманом Пишним невеликої прикордонної фортеці Кесег (Гюнс) в 1532 році.

## Передумови
29 серпня 1526 року у битві біля міста Могача об'єднана християнська армія на чолі з королем Угорщини Людовиком II Ягеллончиком зазнала поразки від османських військ на чолі з султаном Сулейманом Пишним. Людовик II був убитий у бою, що привело до втрати Угорщиною незалежності, оскільки король не залишив спадкоємця. Об'єднані особистою унією Угорщина і Хорватія стали спірними територіями з претензіями на них з боку Габсбургів і Османської імперії. Фердинанд Габсбург, брат імператора Карла V, одружився з сестрою Людовика II і був обраний королем Угорщини і Хорватії.
Трон Угорщини став предметом династичної суперечки між Фердинандом і Яношем Заполья, трансильванським магнатом, якого Сулейман планував зробити правителем усієї союзної османам Угорщини. В ході угорської кампанії 1527—1528 років Фердинанд відняв у Яноша Заполья місто Буда, але вже в 1529 році залишив його після османської контратаки. Облога Відня в 1529 році була першою спробою Сулеймана І Пишного захопити австрійську столицю. Ця облога стала піком османської експансії в Центральній Європі.

## Мала війна в Угорщині
Після невдалої османської облоги Відня в 1529 році, Фердинанд І в 1530 році почав контратаку, щоб перехопити ініціативу і помститися за руйнування, заподіяні 120-тисячною армією Сулеймана. Ця кампанія традиційно розглядається як початок Малої війни в Угорщині, частини серії конфліктів між Габсбургами і Османською імперією. Янош Заполья знову контролював столичну Буду, проте Фердинанд досяг успіху в захопленні фортів уздовж річки Дунай, а також зайняв місто Гран.

## Кампанія 1532 року
На початку Малої війни в Угорщині, Сулейман І Пишний в якості відповіді на атаки Фердинанда І в 1532 році привів армію із понад 120 тисяч солдатів з метою знову взяти Відень в облогу. У зв'язку зі швидким просуванням османської армії, Фердинанд побоювався, що війська християн не будуть зібрані вчасно. 12 липня Сулейман І написав Фердинанду в Осієк лист, у якому завірив його, що османська експедиція спрямована не проти нього, а проти імператора Карла V. Проте після цього Сулейман Пишний перетнув річку Драва та замість того, щоб йти звичайним маршрутом на Відень, повернув на захід в землі, що належали Фердинанду І. На думку історика Ендрю Віткрофта, на маршруті до Відня османська армія захопила сімнадцять укріплених міст і фортець. Фердинанд І відвів свою армію, залишивши Ніколу Юрішича на чолі невеличкого загону з 700 хорватських солдат без артилерії захищати Кесег.

## Облога
Розташоване на південь від Шопрона містечко Кесег знаходиться всього в декількох милях від кордону з Австрією. Залишеним Фердинандом гарнізоном командував хорватський офіцер і дипломат Нікола Юрішич. Кесег не вважався укріпленою точкою і не був серйозним осередком опору. Проте Великий візир Османської імперії, Ібрагім-паша Паргали навіть не уявляв, як був слабо захищений Кесег.
Османи зустріли відчайдушний опір в Кесегу. Сулейман Пишний розраховував, що армія Фердинанда прийде на допомогу фортеці, і тому не квапився зі штурмом. Проте насправді під час османської облоги Кесега, імперська армія все ще формувалася в Регенсбурзі. Османи робили одну атаку за іншою. Артилерійський вогонь зруйнував частину фортечної стіни, але не привів до капітуляції захисників. Історик Паоло Джовіо вважає, що артилерійська атака не вдалася тому, що османи не використовували велику облогову артилерію, зберігаючи її для бою з очікуваною імперською армією. Заряди, закладені османськими мінерами під стіни форта були успішно знешкоджені. Крім того, архітектура стін Кесега дозволяла утримувати фортецю навіть у випадку декількох успішних підривів стін. За більш ніж двадцять п'ять днів, без артилерії, капітан Нікола Юрішич та його гарнізон з 700—800 хорватів відбили дев'ятнадцять повномасштабних спроб штурму і трималися в умовах безперервного обстрілу.
Результат облоги до кінця не з'ясований. Згідно з першою версією, Нікола Юрішич відхилив пропозицію здатися на почесних умовах і османи відступили. За другою версією, місту були запропоновані умови символічної капітуляції. Єдиними османами, яким бул дозволено увійти в замок, повинен був стати символічний загін, який підняв османський прапор над фортецею. У будь-якому випадку, Сулейман I Пишний з приходом серпневих дощів зняв облогу і повернувся додому, замість того, щоб йти далі до Відня, як планував раніше. Він втратив у Кесегу в очікуванні Фердинанда майже чотири тижні, і за цей час потужна імперська армія вже була зібрана в Відні. За місцевою легендою турки зняли облогу об 11 годині ранку, в зв'язку з цим годинник на міському соборі Кесега назавжди зупинені на 11 годинах, і кожен день в цей час в місті лунає передзвін.
За словами історика Паоло Джовіо, імператор Карл V прибув з імперською армією у Відень 23 вересня, занадто пізно для битви з османами, так як Сулейман Пишний вже зняв облогу Кесега і відвів свою армію. Таким чином, Нікола Юрішич і інші захисники міста врятували Відень від облоги.

## Наслідки
Хоча опір Кесега зупинив рух османів на Відень, Сулейман І Пишний зміг розширити своє панування в Угорщині, захопивши кілька фортів, оскільки Фердинанд і Карл V ухилялися від битви. Відразу після відходу османів Фердинанд знову зайняв захоплену ними територію. В результаті Сулейман І Пишний уклав мирний договір з Фердинандом в 1533 році в Константинополі. Договір підтвердив право Яноша Заполья на корону Угорщини, але інші угорські землі залишалися під владою Фердинанда.
Цей договір не задовольнив ні Яноша Заполья, ні Фердинанда, чиї армії почали сутички один з одним уздовж кордонів. Після смерті Яноша Заполья в 1540 році, Сулейман Пишний приєднав Угорщину до своєї імперії. Хоча з 1529 по 1566 рік межі Османської імперії просунулися далі на захід, ні одна з кампаній після 1529 роки не принесла вирішальної перемоги, яка забезпечила б нові територіальні придбання.